# World of Tanks Generals
World of Tanks Generals — безкоштовна браузерна онлайн-гра, присвячена битвам Другої світової війни, розроблена міжнародною компанією Wargaming.net. 15 квітня 2016 року оголошено про припинення розробки гри й повідомлено що сервери гри будуть вимкнуті 15 квітня 2017.

## Опис World of Tanks: Generals
World of Tanks Generals є браузерно-картковою онлайн-грою. Гравець управляє арміями з різними типами військ та зі своїми унікальними наборами характеристик. Гравець очолює військовий підрозділ, що складається з танків, піхоти й артилерії, представлених у вигляді окремих колекційних карт, що має на меті знищити штаб противника. Важливу роль в досягненні успіху відіграє правильний розподіл сил на полі бою. Незначні маневри можуть мати безпосередній вплив на хід битви, а вірні тактичні ходи й продумана стратегія можуть привести гравця до перемоги. Гравцям пропонується кілька самостійних і кооперативних режимів, включаючи історичні кампанії.
У грі представлено три нації: США, СРСР і Німеччина. Планується ввести Францію.